# Loblaw Companies
Loblaw Companies Limited è la più grande catena di negozi al dettaglio del Canada con oltre 1000 supermercati in franchising.
La sede è Brampton, in Ontario
Le divisioni regionali di Loblaw includono Westfair Foods Ltd nel Canada occidentale e l'Ontario settentrionale, National Grocers Co. Ltd. in Ontario, Provigo Inc. in Québec, Atlantic Wholesalers Ltd. nel Canada atlantico.

## Superstore
- Atlantic Superstore (Maritimes)
- Dominion Stores (Newfoundland)
- Real Canadian Superstore/Loblaw Superstore (Ontario, Western Canada, e Yukon)
- Maxi & Cie (Québec)

## Settore alimentare
- Loblaws / Loblaw Great Food (Ontario Meridionale e Québec)
- Provigo (Québec; franchising)
- T & T Supermarket (Columbia Britannica, Alberta e Ontario)
- Zehrs / Zehrs Great Food (Ontario Sudoccidentale)

## Primariamente in franchise
- SaveEasy (Atlantic Canada)
- Fortinos (Hamilton e sobborghi di Toronto)
- SuperValu (Canada occidentale)
- Shop Easy Foods (Canada occidentale)
- Lucky Dollar Foods (Canada occidentale)
- Red & White Food Stores (Canada atlantico)
- Valu-mart (Ontario)
- Freshmart (Ontario del nord e rurale, Nuova Scozia)
- Your Independent Grocer (area di Ottawa; Ontario del nord, Columbia Britannica e Saskatchewan)

## Hard discount
- Extra Foods (Canada occidentale, Yukon e Territori del Nord-Ovest; molti franchising)
- Maxi / Maxi & Cie (Québec)
- No Frills (Tutta la nazione eccetto il Québec, Manitoba, e Territori; franchising)

## Vendita all'ingrosso / Cash and carry
- Atlantic Cash & Carry (Canada atlantico)
- Entrepôts Presto (Québec)
- Club Entrepôt (Québec - formalmente Club Entrepôt Provigo)
- NG Cash & Carry (Ontario)
- Wholesale Club (Ontario, Canada occidentale e Nuova Scotia)

## Liquori
- Real Canadian Liquorstore (Alberta)

## Attività non più esistenti
- Atlantic SuperValu (Canada atlantico)
- Econo-Mart (Canada occidentale)
- OK Economy (Canada occidentale)
- Mr Grocer (Ontario)
- Super Centre (Ontario)